# إيباراكي (محافظة)
محافظة إيباراكي (باليابانية: 茨城県 إيباراكي-كن) هي محافظة في اليابان تقع في منطقة كانتو على جزيرة هونشو، وعاصمتها هي ميتو.

## جغرافيا

### مدن
يوجد 32 مدينة في محافظة إيباراكي:
| - باندو - تشيكوسه - هيتاتشي - هيتاتشي-ناكا - هيتاتشي-أوميا - هيتاتشي-أوتا - هوكوتا - إناشيكي - إيشيوكا - إتاكو | - جوسو - كاميسو - كاساما - كاشيما - كاسوميغاورا - كيتا إيباراكي - كوغا - ميتو (العاصمة) - موريا - ناكا - نامه-غاتا | - أوميتاما - ريوغاساكي - ساكوراغاوا - شيموتسوما - تاكاهاغي - توريده - تسوتشي-أورا - تسوكوبا - تسوكوبا-ميراي - أوشيكو - يوكي |

## اقتصاد
يعتمد اقتصاد محافظة إيباراكي على الصناعة وأهمها صناعة الطاقة النووية بالإضافة إلى صناعة الآلات الدقيقة والصناعات الكيميائية. كما أن شركة هيتاتشي تأسست في المحافظة في مدينة هيتاتشي التي تحمل نفس الاسم.

## ثقافة
تشتهر محافظة إيباراكي بطعام الناتو (فول الصويا المخمر) الذي ينتج في مدينة ميتو بكثرة.
كما أن إيباراكي تشتهر بأنها منشئ الأيكيدو على يد أويشيبا موريهيه، حيث أن أويشيبا أمضى جزءا من حياته في بلدة إيواما والتي هي اليوم جزء من مدينة كاساما ولا زال ضريح أيكي موجودا هناك حتى اليوم.
تشتهر مدينة ميتو باحتواء حديقة كايراكوين والتي تعتبر من أشهر ثلاث حدائق على الطراز الياباني.

## رياضة

### كرة القدم
- نادي كاشيما أنتلرز
- نادي ميتو هوليهوك

## سياحة
- حديقة كايراكوين
- جبل تسوكوبا
- بحيرة كاسوميغاورا
- ضريح كاشيما

## توأمة
لإيباراكي (محافظة) اتفاقيات توأمة مع كل من:
- إيسون
- إميليا-رومانيا

## أعلام
- تاكويا نوزاوا
- شيهو اوغاوا
- ميتسو كاماتا
- هيروتسوغو أكايكي
- تسوتومو سونوبي
- ميتو كيوكاوا

## وصلات خارجية
- الموقع الرسمي لمحافظة إيباراكي